# Jursta
Jursta är en tätort strax väster om Bro i Upplands-Bro kommun. 
Från 2015 avgränsade SCB här en småort, benämnd Jurstaberg. 2018 hade området expanderat och klassades då av SCB till en tätort benämnd Jursta.

## Befolkningsutveckling
| Befolkningsutvecklingen i Jurstaberg/Jursta 2015–2020 | Befolkningsutvecklingen i Jurstaberg/Jursta 2015–2020 | Befolkningsutvecklingen i Jurstaberg/Jursta 2015–2020 | Befolkningsutvecklingen i Jurstaberg/Jursta 2015–2020 | Befolkningsutvecklingen i Jurstaberg/Jursta 2015–2020 |
| ----------------------------------------------------- | ----------------------------------------------------- | ----------------------------------------------------- | ----------------------------------------------------- | ----------------------------------------------------- |
|                                                       |                                                       |                                                       |                                                       |                                                       |
| År                                                    |                                                       |                                                       | Folkmängd                                             | Areal (ha)                                            |
| 2015                                                  | 2015                                                  |                                                       | 125                                                   | 3#                                                    |
| 2020                                                  | 2020                                                  |                                                       | 474                                                   | 10                                                    |
| Anm.: # Som småort.                                   |                                                       |                                                       |                                                       |                                                       |